# Ölgerðin Egill Skallagrímsson
Brouwerij Egill Skallagrímsson (IJslands: Ölgerðin Egill Skallagrímsson) is een IJslandse brouwerij en frisdrankenfabrikant te Reykjavik. De firma brouwt, importeert en distribueert een reeks bieren, alcoholische dranken en frisdranken.

## Geschiedenis
De brouwerij werd op 17 april 1913 door Tómas Tómasson opgericht. Ze is vernoemd naar de Noorse hofdichter Egill Skallagrímsson, die in de 10de eeuw (Vikingtijdperk) leefde. De firma startte als brouwerij en bracht vanaf 1917 Egils Pilsner op de markt. De productie van frisdranken begon in 1930 nadat twee frisdrankfirma's Síríus en Kaldá opgekocht waren. Na de dood van Tómas in 1978 werd de firma voortgezet door zijn zonen Jóhannes en Tómas Agnar. In 2000 werden de familieaandelen verkocht en in 2002 kwam de firma in handen van Lind LLC, een dochteronderneming van Danól. In 2008 fuseerden Danól en Ölgerðin Egill Skallagrímsson en werden daarmee een van de grootste drankenfirma's van IJsland.

## Bieren
- Egils Lite
- Egils Premium
- Egils Gull
- Egils Pilsner
- Egils Polar Beer